# Presidentvalet i USA 1832
Presidentvalet i USA 1832 var det tolfte valet i nationens historia. Andrew Jackson från det Demokratiska partiet besegrade Henry Clay från det Nationalrepublikanska partiet med 219 mot 49 elektorsröster. Martin Van Buren valdes till ny vicepresident.
1832 var det första valet där man använde sig av nomineringskonvent. Jackson vann de flesta delstaterna utanför New England. Nullifier Party med John Floyd som presidentkandidat vann South Carolina och Anti-Masonic Party med William Wirt som presidentkandidat vann Vermont. 